# هيذر ألين
ولدت هيذر س. ألين في عام 1960. هي أستاذة وباحثة في علم الكيمياء. تقود مجموعة ألين للأبحاث في جامعة ولاية أوهايو. وتركز في أبحاثها على ظاهرة التوتر بين سطحين في الماء والهواء. وتطبق أبحاثها على مدى واسع من المجالات مثل تغير المناخ والطب. كما تعمل على تطوير أدوات بصرية لاخطية للتحليل المجهري والطيفي، تستعمل لدراسة الظاهرة المذكورة.
نشرت هيذر 89 ورقة صحفية ولها مؤشر إنتاجية يحدث منذ تاريخ 24/8/2014. وقد تسلمت عدة جوائز من ضمنها جائزة ألكساندر فون هيمولدت للأبحاث. وكانت أعمالها حول تركيبة الماء في مجلة العلم ضمن قائمة الانجازات العشرة الأهم لعام 2004.

## تعليمها
بدأت هيذر الدراسة في كلية سادلباك المجتمعية وهي بعمر 28 سنة. وكان اهتمامها ينصب على علوم البيئة. ثم حصلت على زمالة دراسية فتمكنت من الانتقال إلى جامعة كاليفورنيا-إرفين. وهناك حصلت على درجة بكالوريوس بعلم الكيمياء في عام 1993. بينما كانت تعمل في الوقت نفسه كباحثة مساعدة مع فرانك شيروود ودونالد ر. بلايك.
حصلت على الدكتوراة عام 1997 بعد عملها مع جون س. همنغر وباربارا ج. فيناليسون بيتس. حيث تمحورت اطروحتها حول عمليات السطح الأساسية في كيمياء الغلاف الجوي الغير متجانسة.
إستلمت هيذر عدة جوائز وزمالات لما بعد الدكتوراة. فعملت مع جيرالدين ل. ريتشموند في جامعة أوريغون. ثم إنضمت لجامعة أوهايو كأستاذة مساعدة في عام 2000 لتدرس علم كيمياء البيئة. وأصبحت أستاذة بدوام كامل في أقسام الكيمياء والكيمياء الحيوية والباثولوجيا للجامعة. وتقود اليوم مجموعة ألين للأبحاث في الجامعة كذلك.

## ظاهرة التوتر بين سطحين
تركز أبحاث هيذر على ظاهرة التوتر بين سطحين التي تنظم التوجه الجزيئي بين السوائل والغازات، والغازات والمواد الصلبة، والمواد الصلبة والسوائل. وتهتم بشكل خاص بفهم نشاطات الأيونات والجزيئات في تركيب سطح الماء. وكذلك فهم التنظيم الجزيئي الأساسي لردود فعل السطح. وتتضمن دراستها ردود الفعل الكيمياوية وآلياتها في الماء والدهون والأحماض وغيرها.
كما يرتبط عملها بمجالات عدة مثل الطب والتغير المناخي. فطبيا يرتبط تركيب سطح الماء بشكل خاص بفهم الأغشية الخلوية وسطح الجلد الذي يعمل كطريق للخلية والجسد بذاته.
وقد درست الفيزياء الحيوية الخاصة بالرئة ضمن مجموعة بيكمان-يونغ، باعتبار السطح ناقل للأوكسجين وديوكسيد الكاربون. كما أن الماء والهواء والدهون ترتبط جميعا بسطح الرئة. بينما أكتشف أن الجزيئات النسخية ذات فاعلية مهمة لعمل الرئة.
كذلك درست هيذر تطور الأغشية الحيوية بتطبيقها على مؤشرات السرطان. وعملت مع فريقها على تطوير قراءات العلامات الحيوية ومستويات الجزيئات للإستعمال من قبل جراحي السرطان للتشخيص.
دراستها لظاهرة التوتر بين سطحين ترتبط كذلك بالفيزياء الجيولوجية والكيمياء الجيولوجية والمناخ. ويتضمن عملها دراسة الأيونات والأملاح وكيفية تفاعلها على السطح حيث ترتبط بتفاعل الملوثات مع التربة والتآكل. خصوصا وأن تأثير الجزيئات على السطح مهم لفهم سلوك الهواء والماء عند سطح المحيطات ولصحة المحيطات.
تشير الأبحاث لوجود الأيونات المتراكمة في سطوح المحيطات. وباستعمال الأشعة الدقيقة تمكن الباحثون من رؤية التركيبات المتكونة نتيجة لأيونات الهالوجين والهالويد المحيطة بجزيئات الماء في المنطقة التي يدرس بها التوتر.
لقد عثر الباحثون على اليود والبروميد قرب سطح الماء، وهذه نتيجة تخالف المعرفة التقليدية. كما عثر على أيونات الكلورايد في طبقات أعمق حتى. يميل اليود والبروميد لعدم الإستقرار والاندماج مع مواد كيمياوية أخرى في الأوزون. وهذا يعني أن ضباب ورذاذ المحيط يحتوي مواد كيمياوية أكثر مما كان يعتقد. هذه النتائج قد تدفع المختصين لتعديل نماذجهم عن نشاط الأوزون والتغير المناخي. إضافة لذلك يتعلق سلوك الغلاف الجوي والمواد العالقة فيه بتغير المناخ.
تعمل هيذر ومجموعة وطنية من عدة أقسام من الباحثين مع مركز تأثيرات الغلاف الجوي على المناخ والبيئة، والذي يختصر أسمه بالأحرف "CAICE". كما تدرس سطح الغيوم وحقولها الكهربائية لفهم العواصف الرعدية والبرقية، وتأثير القطرات فائقة الصغر على الغيوم والضباب. إضافة لكونها قد درست مادتي الحمض الكبريتي والميثانول مع الباحثة ليزا فان لون، والذي عثر عليه في الطبقة العليا من الغلاف الجوي. وتمكنتا معا من توليد كبريتات الميثانول، كونها مركب يجذب القطرات فائقة الصغر ويدعم تكون الغيوم. كما يستطيع حمض الكبريت عكس الضوء والحرارة بينما تميل الغيوم لحبس الضوء والحرارة. وبهذا نرى ان التفاعل بين الحمض الكبريتي وحرارة الغلاف الجوي أكثر تعقيدا مما أعتقد سابقا.
تقول هيذر:

## الأدوات
عملت هيذر مع مجموعة ألين على تصميم جزيئات خطية للتحليل الجزيئي والطيفي كأدوات للأبحاث العلمية. بما في ذلك أداة القياس الطيفي لتوليد ترددات الاهتزاز. وأداة القياس الطيفي لتوليد ترددات عرض النطاق، ويستعمل لدراسة تفاعلات الغازات مع المواد الصلبة. كما تستعمل تكنولوجيا ليزرية ذات الفيمتو-ثانية فائقة السرعة والبيكوثانية لدراسة مستويات الجزيئات وملاحظة توجه وتركيب الأنواع الكيمياوية في السطح.
هناك آليات أخرى تستعمل وتدرس مثل الرامان الطيفي والأشعة تحت الحمراء، وميكروسكوب بروستير، والتحليل الطيفي الخطي التفريقي.

## الجوائز
- 2001، جائزة الابتكار البحثي من شركة الأبحاث.
- 2002، جائزة ن س ف للمسيرة المهنية.[18]
- 2003، جائزة بيكمان للباحثين الشباب.[19]
- 2005، زمالة سلون.[20]
- 2006، جائزة كميل دريفوس للعلماء.[21]
- 2012، زمالة الجمعية الأمريكية لتقدم العلوم.
- 2013، جائزة الجمعية الكيميائية الأمريكية لتشجيع النساء على العمل في العلوم الكيميائية، مدعومة من مؤسسة كميل وهنري دريفوس.[22][23]
- 2014، جائزة أليكساندر فون همبولت للأبحاث (ألمانيا).[5]
- 2015، جوائز الباحث الجامعي المتميز، جامعة ولاية أوهايو.